# Lopare
Lopare (serbisch-kyrillisch Лопаре) ist eine Stadt und die zugehörige Gemeinde im Nordosten von Bosnien und Herzegowina. Es liegt 18 km nordöstlich von Tuzla und gehört zur Republika Srpska. Mit dem Vertrag von Dayton wurde der nordwestliche Gemeindeteil durch die Entitätengrenze von Lopare abgetrennt und bildet seitdem die Gemeinde Čelić in der Föderation.

## Geografie
Die Gemeinde Lopare befindet sich in Nordostbosnien zwischen der Nordseite des Gebirgszuges Majevica (915 m) und den Landschaften Posavina im Norden sowie Semberija im Nordosten. Alle Bäche im Gemeindegebiet münden einige Kilometer weiter nördlich in die Save.
Das Gemeindegebiet wird begrenzt von den Verbandsgemeinden Brčko im Norden, Bijeljina und Ugljevik im Osten, Sapna und Tuzla im Süden sowie Čelić im Westen. Die Grenzen zu den drei letztgenannten Gemeinden sind zugleich die innerbosnische Entitätengrenze.
Zur Gemeinde gehören die 18 Lokalgemeinschaften: Piperi, Bobetino Brdo, Brusnica, Jablanica, Koraj, Koretaši, Lopare, Lukavica, Mačkovac, Milino Selo, Mirosavci, Mrtvica, Peljave, Pirkovci, Priboj, Puškovac, Tobut, Vakuf und Vukosavci. Die 8 Lokalgemeinschaften Brnjik, Čelić, Drijenča, Humci, Ratkovići, Šibošnica, Velino Selo und Vražići bilden seit 1995 die Gemeinde Čelić.

## Bevölkerung
| Jahr | Gesamt | Serben | Kroaten | Moslems | Bosniaken | Jugoslovenen | andere / keine Äußerung / unbekannt |
| ---- | ------ | ------ | ------- | ------- | --------- | ------------ | ----------------------------------- |
| 2013 | 15357  | 13267  | 48      | 0       | 1310      | 0            | 64                                  |
| 1991 | 20288  | 17995  | 1259    | 12225   | 0         | 556          | 365                                 |
| 1981 | 33769  | 19522  | 1608    | 11952   | 0         | 541          | 74                                  |
| 1971 | 33847  | 20497  | 1537    | 11621   | 0         | 43           | 43                                  |
| 1961 | 18524  | 14613  | 1275    | 57      | 0         | 2549         | 13                                  |
| 1953 | 35828  | 19518  | 1127    | 0       | 0         | 15012        | 171                                 |
| 1948 | 32120  | 18931  | 981     | 12196   | 0         | 0            | 13                                  |

Zur Volkszählung 1991 hatte die Gemeinde (mit Čelić) 32.537 Einwohner. Davon bezeichneten sich 18.243 als Serben (56,07 %), 11.990 als Moslems (heute vgl. mit: Bosniaken) (36,85 %) und 1263 als Kroaten (3,88 %). 1041 Bewohner gaben andere Zugehörigkeiten an (3,2 %). Ohne Čelić hatte die Gemeinde 18.744 Einwohner, darunter 15.489 Serben (82,63 %) und 2525 Bosniaken (13,47 %).
Im Ort Lopare selbst lebten damals 2755 Menschen. Auch hier stellten die Serben mit 2415 Bewohnern (87,66 %) die absolute Mehrheit. 115 Bewohner bezeichneten sich als Bosniaken (4,17 %). Lokalgemeinschaften mit bosniakischer Bevölkerungsmehrheit waren Koraj (94,86 %) und 6 von 8 Lokalgemeinschaften der heutigen Gemeinde Čelić. In Drijenča stellten die Kroaten die Mehrheit (99 %).

## Geschichte
Beim Dorf Donji Bardačilovac in der Nähe von Lopare wurde eine Nekropole mit spätbronzezeitlichen Grabbeigaben gefunden.
Im Bosnienkrieg lag Lopare lange Zeit im Hauptkampfgebiet. Die bosnischen Regierungstruppen hielten einen muslimisch besiedelten Gebietskeil, der sich bis zum serbisch gehaltenen Korridor von Brčko erstreckte. Von dort aus versuchten sie, die Verbindung zwischen Serbien auf der einen und den Gebieten um Banja Luka und Knin auf der anderen Seite zu unterbrechen. Die überwiegend serbisch besiedelte Gemeinde Lopare befand sich an der östlichen Flanke dieses Keils und war daher für die VRS eine bedeutende strategische Position.

## Sport
Der größte und älteste Fußballverein der Gemeinde ist der FK Majevica Lopare.
Er ist 1933 gegründet worden und spielt in der 2. Liga der Republika Srpska.